# Hrabstwo Caldwell (Karolina Północna)
Hrabstwo Caldwell (ang. Caldwell County) – hrabstwo w stanie Karolina Północna w Stanach Zjednoczonych.

## Geografia
Według spisu z 2000 roku obszar całkowity hrabstwa obejmuje powierzchnię 474 mil2 (1228 km²), z czego 472 mile2 (1222 km²) stanowią lądy, a 3 mile2 (8 km²) stanowią wody. Według szacunków United States Census Bureau w roku 2012 miało 81 930 mieszkańców. Jego siedzibą administracyjną jest Lenoir.

### Miasta
- Cajah's Mountain
- Cedar Rock (wieś)
- Gamewell
- Granite Falls
- Hickory
- Hudson
- Lenoir
- Northlakes (CDP)
- Sawmills